# Sei Lendir
Sei Lendir is een bestuurslaag in het regentschap Asahan van de provincie Noord-Sumatra, Indonesië. Sei Lendir telt 683 inwoners (volkstelling 2010).